# Fackelblomsväxter
Fackelblomsväxter (Lythraceae) är en familj gömfröväxter. Den har cirka 500–600 arter av framförallt örter, med några buskar och träd, i 32 släkten. 

## Släkten
- Underfamilj Lythroideae Juss. ex Arn. 1832 = 'Lythraceae sensu stricto', 28 släkten:
  - Adenaria
  - Ammania
  - Capuronia
  - Crenea
  - Cuphea
  - Decodon
  - Didiplis
  - Diplusodon
  - Galpinia
  - Ginoria
  - Haitia
  - Heimia
  - Hionanthera
  - Koehneria
  - Lafoensia
  - Lagerstroemia
  - Lawsonia
  - Lourtella
  - Lythrum
  - Nesaea
  - Pehria
  - Pemphis
  - Peplis
  - Physocalymma
  - Pleurophora
  - Rotala
  - Tetrataxis
  - Woodfordia
- Underfamilj Punicoideae (Horan. 1834) S. A. Graham, Thorne & Reveal 1998 = 'Punicaceae'
  - Punica
- Underfamilj Sonneratioideae (Engl. & Gilg 1924) S. A. Graham, Thorne & Reveal 1998
  - Sonneratia
- Underfamilj Duabangoideae (Takht. 1986) S. A. Graham, Thorne & Reveal 1998 = 'Duabangaceae'
  - Duabanga
- Underfamilj Trapoideae Voigt 1845 = 'Trapaceae'
  - Trapa